# A Leeds hídján átmenő forgalom
A Leeds hídján átmenő forgalom (eredeti cím: Traffic Crossing Leeds Bridge) 1888-ban készült brit rövidfilm amelyet Louis Aimé Augustin Le Prince rendezett Leeds városának hídjáról.
Le Prince a kisfilmet egylencsés kamerájával, másodpercenként 20 képkockás sebességgel perforálatlan Kodak papírfilmre rögzítette. A felvételt egy a hídhoz közeli épület ablakából készítette. Mára az eredeti filmből csak 20 képkocka fotokópiája maradt fenn.